# Gunnar Jönning
Gunnar Jönning, född 2 augusti 1913 i Vissefjärda, Kalmar län; död 20 april 1993 i Fosie, Malmö; var en svensk friidrottare med gång som huvudgren. Jönning var mångfaldig svensk mästare och Världsrekordhållare i gång.

## Biografi
Oskar Gunnar Louis Jönning föddes 2 augusti 1913 i Vissefjärda församling i Kalmar län. Senare flyttade han till Stockholm där han jobbade som bankvaktmästare vid Södermanlands Enskilda Bank. Han tävlade för Fredrikshofs IF under hela sin aktiva tid och tävlade främst i gång 3 km, men även i långdistanser och lagdistanser. Han deltog även i 4 landskamper, däribland 1937 10-11 juni Lettland-Sverige i Riga där han vann i gång 3 km och 10-11 juli Sverige-Tyskland i Skillinge där han vann i gång 10 km. Jönning tävlade även i bågskytte.
Jönning har satt svenskt rekord i gång 1500 m, 3 km, 5 km och 25 km.
1934 tog Jönning sin första svenska mästartitel när han vann gång lag 30 km för Fredrikshofs IF (med Evald Segerström, Fridolf Johansson och Jönning) på tiden 8 tim l2 min 41,8 sek.
1935 satte Jönning svenskt rekord i gång 25 km med 2 tim 12 min 24 sek vid tävlingar 3 november i Stockholm och tog även guldmedalj i gång lag 30 km (med Jönning, Segerström och Dick Lööf) på tiden 8 tim 03 min 11,4 sek.
1936 deltog Jönning vid Svenska mästerskapen 23 augusti i Mjölby där han tog guldmedalj i gång 3 km. Segertiden 12 min 35,9 sek var svenskt rekord och även nytt världsrekord och första svenska världsrekord i grenen. Samma år tog han även guldmedalj i gång 3 km lag för Fredrikshofs IF (med Jönning, Arne Lundborg och H. Liljekvist) och satte svenskt rekord i gång 1500 m med 6 min l8,2 sek vid tävlingar 18 oktober i Stockholm.
1937 tog Jönning vid tävlingar i Trelleborg 6 juni åter guldmedalj i gång 3 km och i lag 3 km för Fredrikshofs IF (med Jönning, Arne Lundborg och H. Liljekvist) och i gång lag 10 km (med Jönning, Lundborg och A. Niskanen). Segertiden i gång 10 km var också svenskt rekord.
Jönning var även aktiv styrelseledamot i Svenska Gångförbundet, Stockholms Gångförbund och Fredrikshovs Idrottsförening.
1955 gifte han sig med Augusta Elisabet Nilsson. Senare arbetade han på Skyddskontoret på Höganäs AB. Senare flyttade familjen till Malmö. Jönning dog i Eriksfält i april 1993 och begravdes på Östra kyrkogården i Malmö.